# Valedictorian

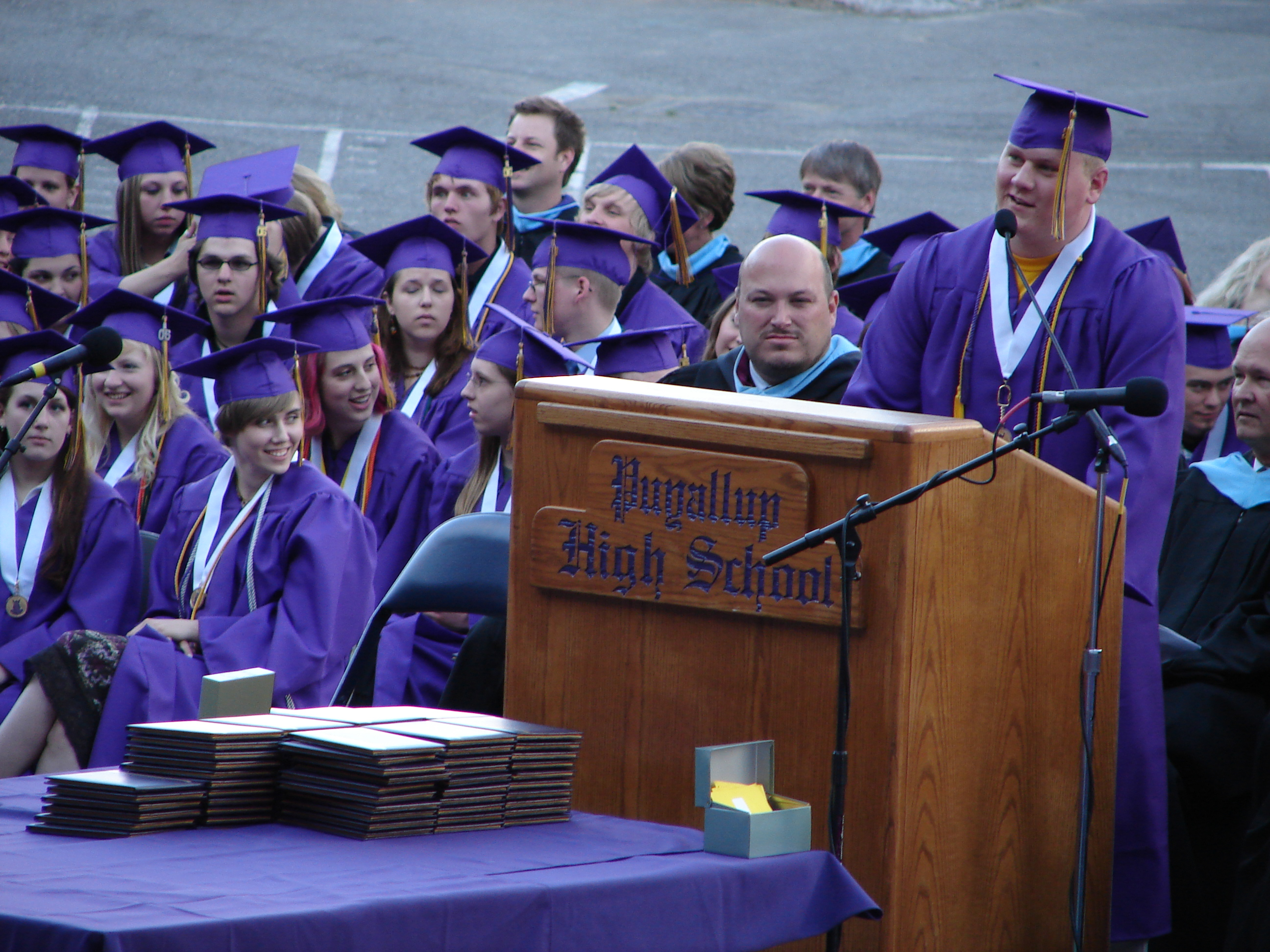
De valediction.

Valedictorian (Engels, uit het Latijn: valedicere, vaarwel zeggen) is een, voornamelijk aan Amerikaanse, Canadese en Filipijnse universiteiten en scholen gebruikelijke titel om de beste student onder de pas afgestudeerden mee aan te duiden. De valedictorian houdt  tijdens de afstudeerceremonie, de graduation, de afscheidstoespraak, de valediction. In Australië, Nieuw-Zeeland, Zuid-Afrika, IJsland en Schotland wordt dux (Lat. aanvoerder, leider) gebruikt, het  Franse equivalent is major de promotion. De term primus omnium (Lat. beste van allen) werd tot in de jaren dertig aan Duitse universiteiten gebruikt, maar is sindsdien in onbruik geraakt.
De selectieprocedure verschilt van universiteit tot universiteit, maar is meestal gebaseerd op gemiddelde cijfers. Hoewel de functie louter ceremonieel is, is zij felbegeerd en studenten zijn ervan beschuldigd vals te spelen om de eer in de wacht te slepen.